# Liolaemus isabelae
La lagartija de Isabel (Liolaemus isabelae) es un reptil de la familia Tropiduridae que habita en los Andes, al norte de Chile, en torno a los 3300-3600 metros de altitud.

## Hábitat
Se encuentra en microhábitat de rocas, sobre las que se asolea para alcanzar su temperatura metabólica óptima, escondiéndose en sus oquedades durante la noche y los meses de invierno. Se alimenta de insectos.

## Descripción
Presenta cabeza triangular isoscélica, más larga que ancha, con regiones temporales algo prominentes y hocico medianamente aguzado. El cuello es más ancho que la cabeza y el abdomen lateralmente es poco rechoncho.
El macho es de color negro brillante con unos puntos amarillos en la parte superior de la cabeza y de la cola. La hembra es de color pardo o marrón grisáceo a castaño, con flancos negruzcos y el dorso medio siempre claro; la cabeza es del mismo color que el dorso, con parches negros de forma y disposición muy irregulares.